# Teatro la nuova Fenice
Il Teatro la Nuova Fenice di Osimo (AN) è lo storico teatro della città.
Durante il periodo dell'EMA (Ente Manifestazioni Artistiche) è stato sede di stagioni liriche. Ospita il premio "Coppa Pianisti d'Italia" e la rassegna di danza e balletto.

## Storia
L'attuale teatro sorge sulle ceneri del precedente teatro omonimo realizzato su disegno dell'architetto Cosimo Morelli fra il 1773 e il 1787. La sala degli spettacoli della vecchia struttura si presentava con pianta a campana e 4 ordini di palchi centinati per un totale di 67, caratterizzati da balaustre a balconcino. Le decorazioni furono affidate a Vincenzo Mazza, Giovanni Battista Bunelli e Melchiorre Jelli. Il teatro fu dichiarato inagibile nel 1881 e demolito nel 1885 per essere sostituito dal teatro attuale. La nuova struttura opera dell'architetto Gaetano Canedi fu eretta fra il 1887 e il 1892, mentre le decorazioni della sala sono opera di Giovanni Diana, Fernando Torchi ed Alfonso Goldini.
Chiuso nel 1987 per adeguamento alle norme di sicurezza, il teatro fu restaurato e riaperto al pubblico nel 1999.

## Architettura

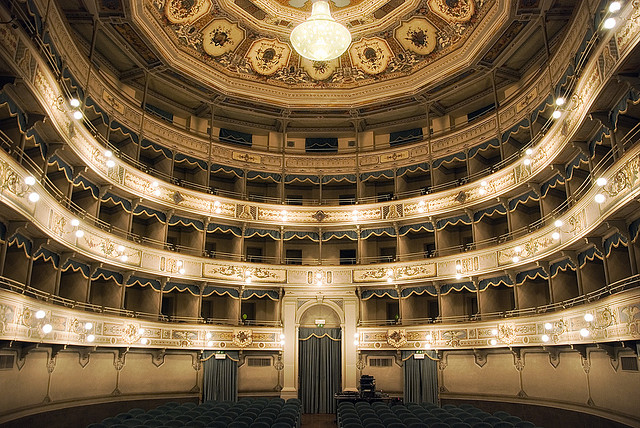
La sala

La facciata ha un aspetto neorinascimentale e presenta, nella zona centrale, due ordini sovrapposti di paraste binate (tuscaniche e ioniche) con interposte ampie aperture ad arco, tre per ciascun piano. Le aperture sui due lati sono ad arco al piano inferiore e a edicola al piano superiore. Al di sopra vi è un attico a larga fascia orizzontale. L'atrio si presenta decorato con motivi geometrici, mentre la sala degli spettacoli ha una pianta a ferro di cavallo, caratterizzata da un alto basamento perimetrale. Il teatro ha 3 ordini di palchi per un totale di 72, compresi gli 8 di proscenio. Al di sopra vi è un ampio loggione a galleria. Dalla balaustra del loggione partono una serie di pilastrini in ghisa dello stesso diametro, ma più alti e numericamente la metà di quelli che separano i palchi sottostanti che sostengono il soffitto agganciato, a sua volta, con tralicci lignei, alla struttura in ferro e lamiera della cupola, dotata di lanternino centrale vetrato per favorire l'uso della sala anche per gli spettacoli diurni. Il boccascena è di tipo tradizionale ed i palchi sono fiancheggiati da paraste, concluse da mensole a sostegno dell'architrave piano a lacunari. Le decorazioni pittoriche delle balaustre a fascia dei palchi, della galleria, e dei 14 settori i cui risulta suddivisa quella parte del soffitto che circonda il lanternino, ad opera di Giovanni Diana e Ferdinando Torchi richiamano motivi floreali.

## Il sipario storico

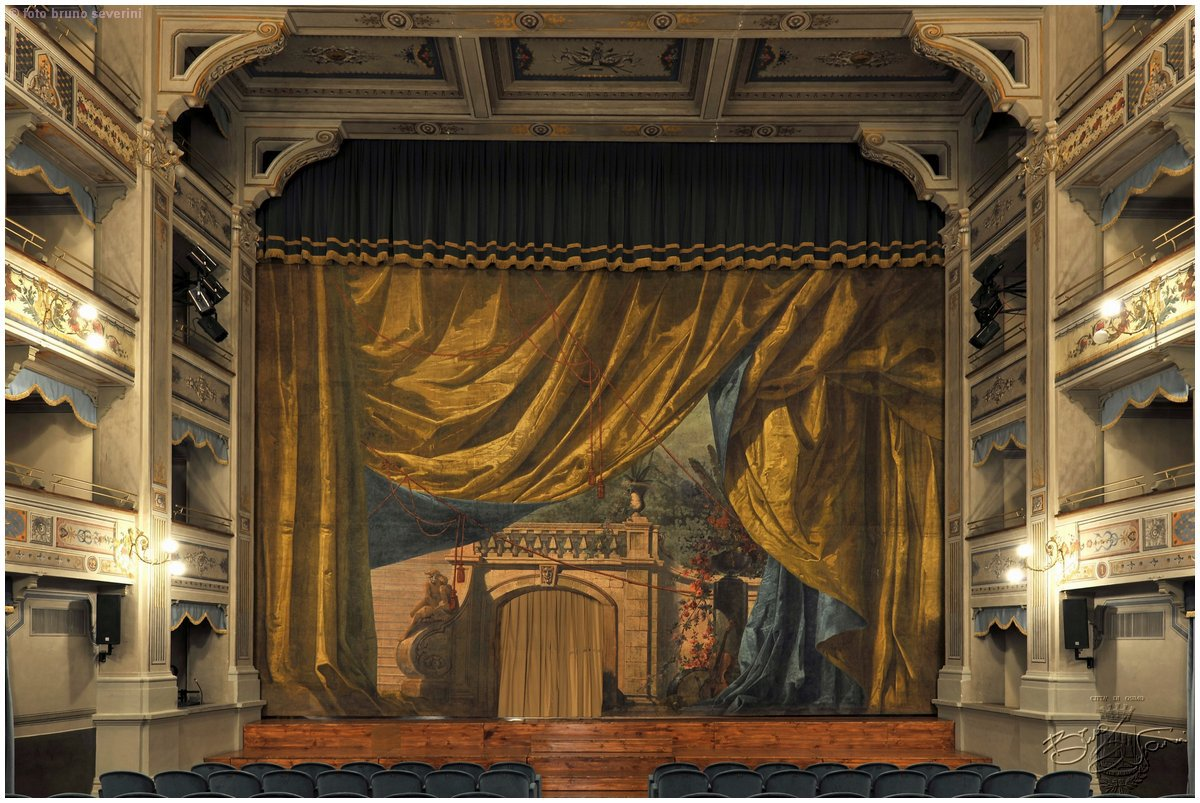
Sipario Storico

Il sipario ben conservato è opera dello scenografo Alfonso Goldini. Il sipario è stato montato a teatro nel 1870, dove è rimasto per circa 70 anni. Dopo la seconda guerra mondiale è finito in un magazzino del comune e poi dimenticato nella scuola elementare di S. Paterniano prima del restauro.

## Galleria d'immagini

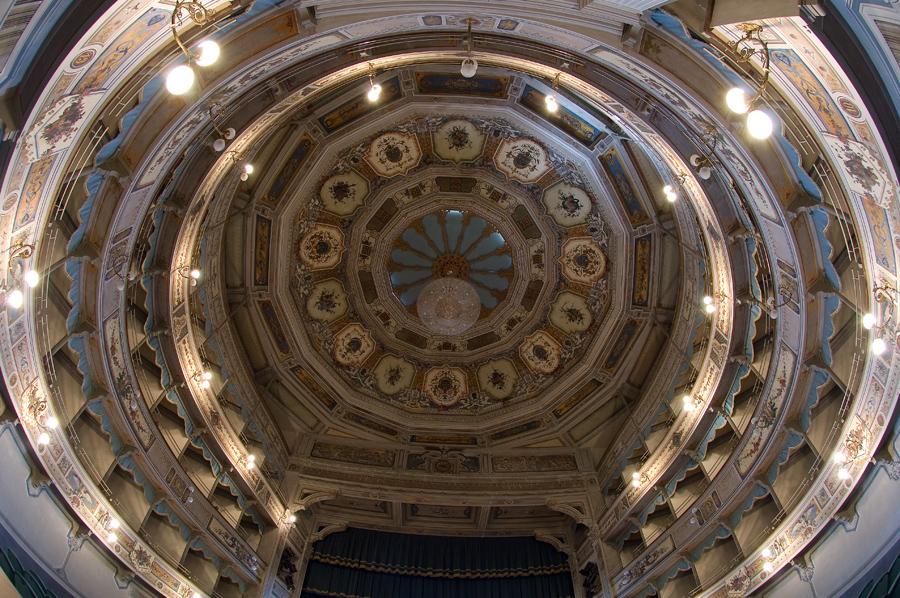
I palchi e il lanternino
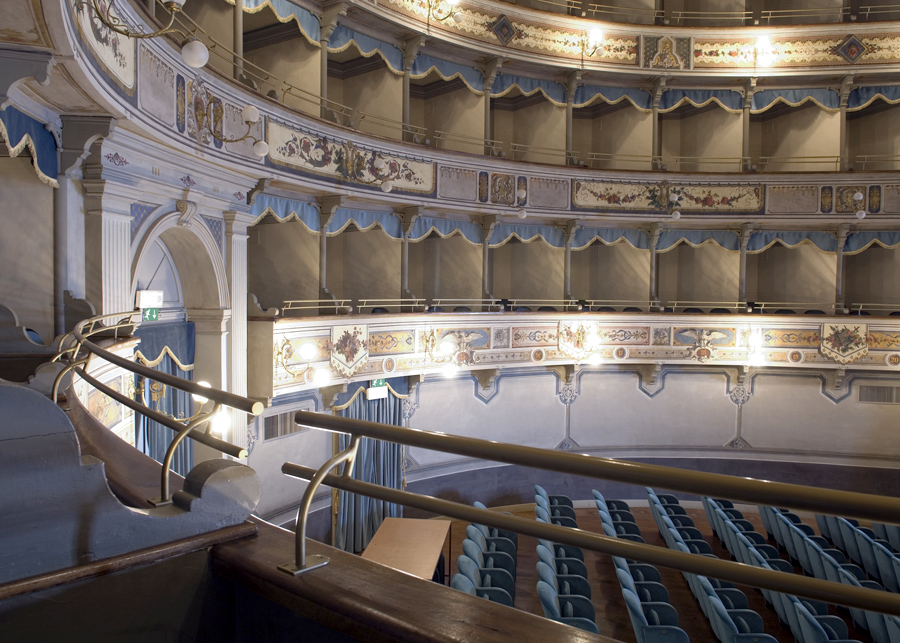
Interno
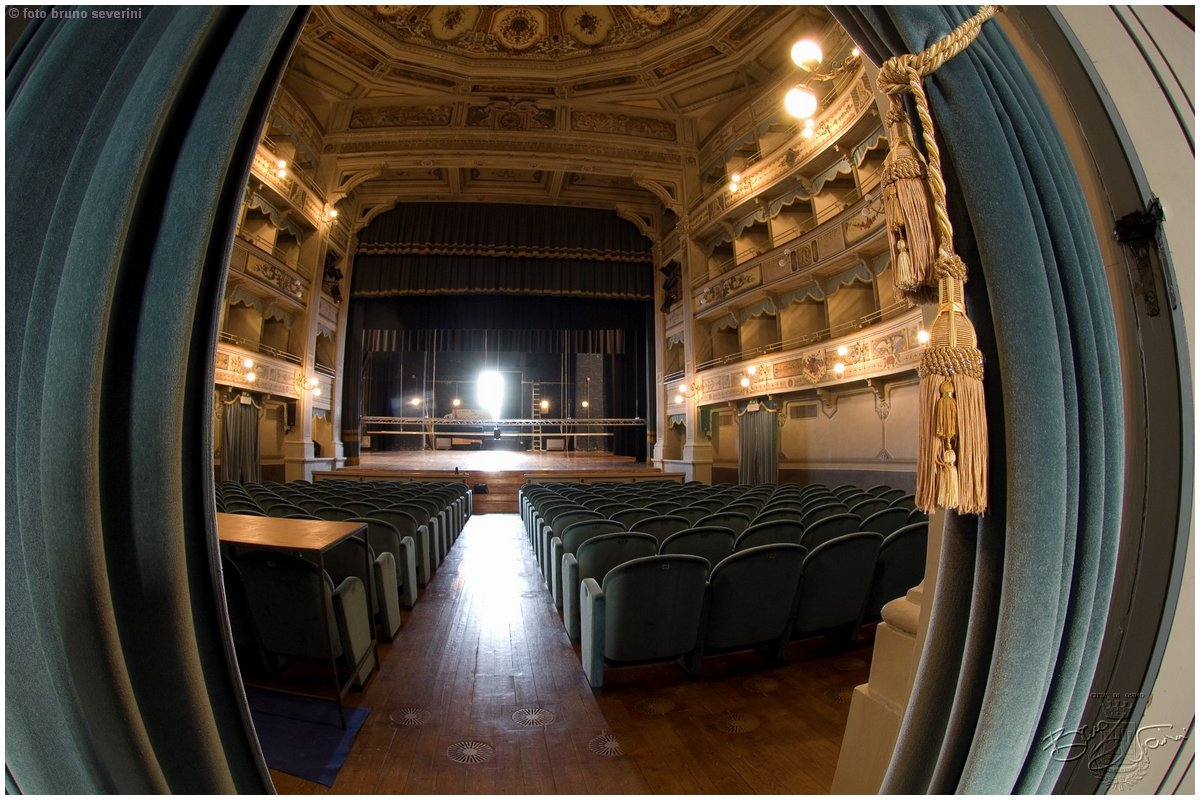
La sala e il palcoscenico